# Han Rehm
Henri (Han) Rehm (Rotterdam, 24 april 1908 – aldaar, 7 juli 1970) was een Nederlandse beeldhouwer en tekenaar.

## Leven en werk
Rehm studeerde achtereenvolgens aan de Academie van Beeldende Kunst in Rotterdam, de universiteit in Reading en de Academie in Antwerpen. Hij had sinds 1937 een atelier aan de 's-Gravenweg.
Naast beeldhouwer was Rehm actief als medailleur; hij maakte onder meer een penning voor de Universiteit Leiden (1958), bestemd voor personen die zich jegens de universiteit bijzonder verdienstelijk hebben gemaakt.

## Werken (selectie)
- Beeldhouwwerk (1934) voor de Sint Servaasbrug, Maastricht
- Buste Bernard Diamant (1938), De Doelen, Rotterdam
- Buste Anton Verheij (1938), De Doelen, Rotterdam
- Plaquette W.A. van Berkel (1948), Rotterdam
- Plaquette Oscar Eberle (1883-1943) (1948), Rotterdam
- De Lastdrager[4] (1950), Parmentierplein, Rotterdam
- Oorlogsmonument (1950)[5], Havenkade, Zwartewaal
- Standbeeld Fanny Blankers-Koen (1954), Van Aerssenlaan, Rotterdam
- Gevelversieringen Het Graanhuis (1957), Posthoornstraat / Wijnhaven, Rotterdam
- Levensvreugde of Drie reidansende vrouwen (1962), Wassenaarseweg (ANWB), Den Haag
- Beeldengroep Cornelis Verolme (1962), bij Keppel Verolme BV, Rozenburg
- Plaquette met portret van Pieter Sjoerds Gerbrandy (1963), bij Keppel Verolme BV, Rozenburg
- De Roep (1963), Dirk de Derdelaan, Vlaardingen
- Buste koningin Wilhelmina (1965), stadhuis in Vlaardingen
- De Heier (1965), Floris de Vijfdelaan, Vlaardingen

### Fotogalerij

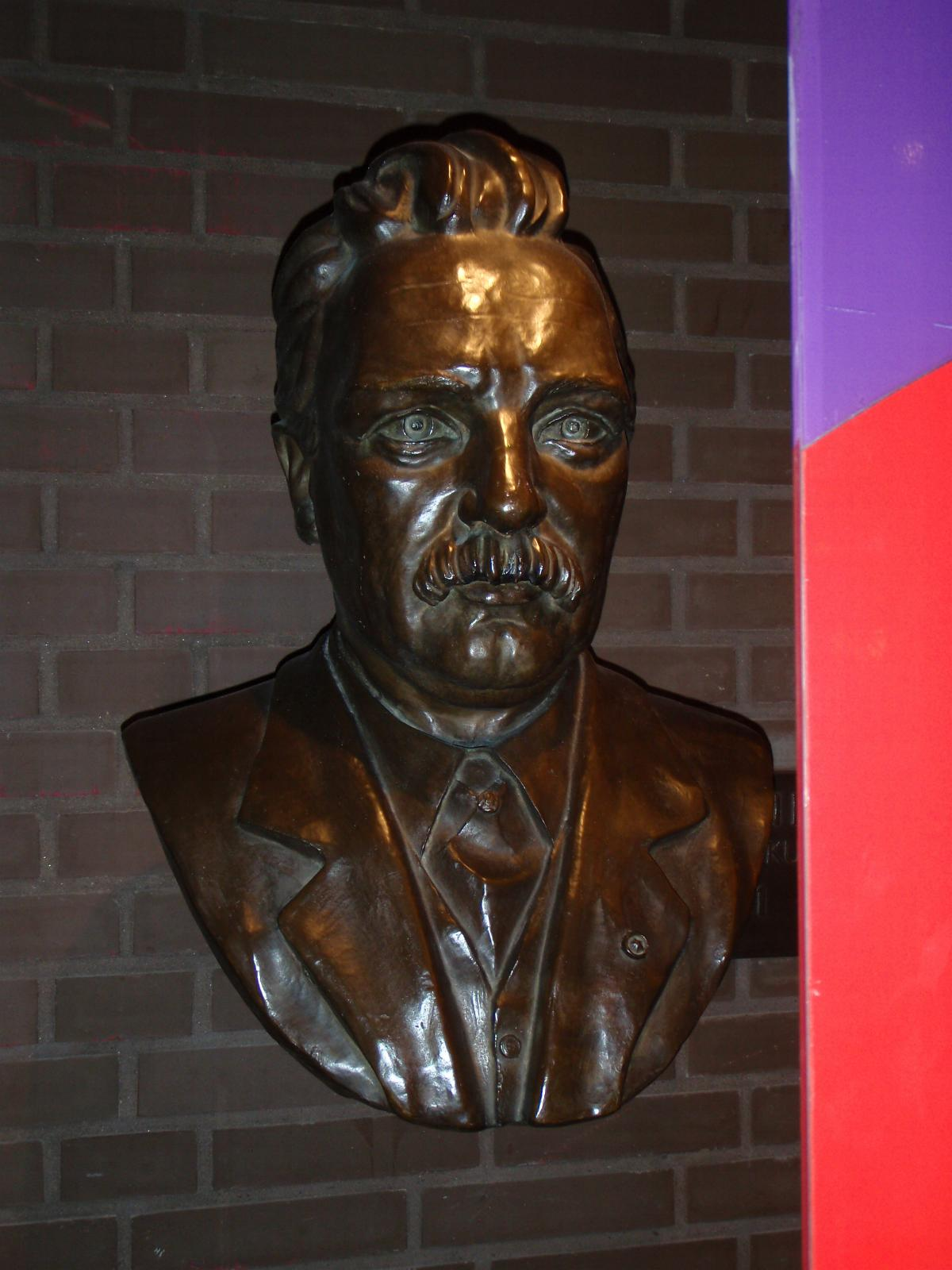
Anton Verheij (1938)
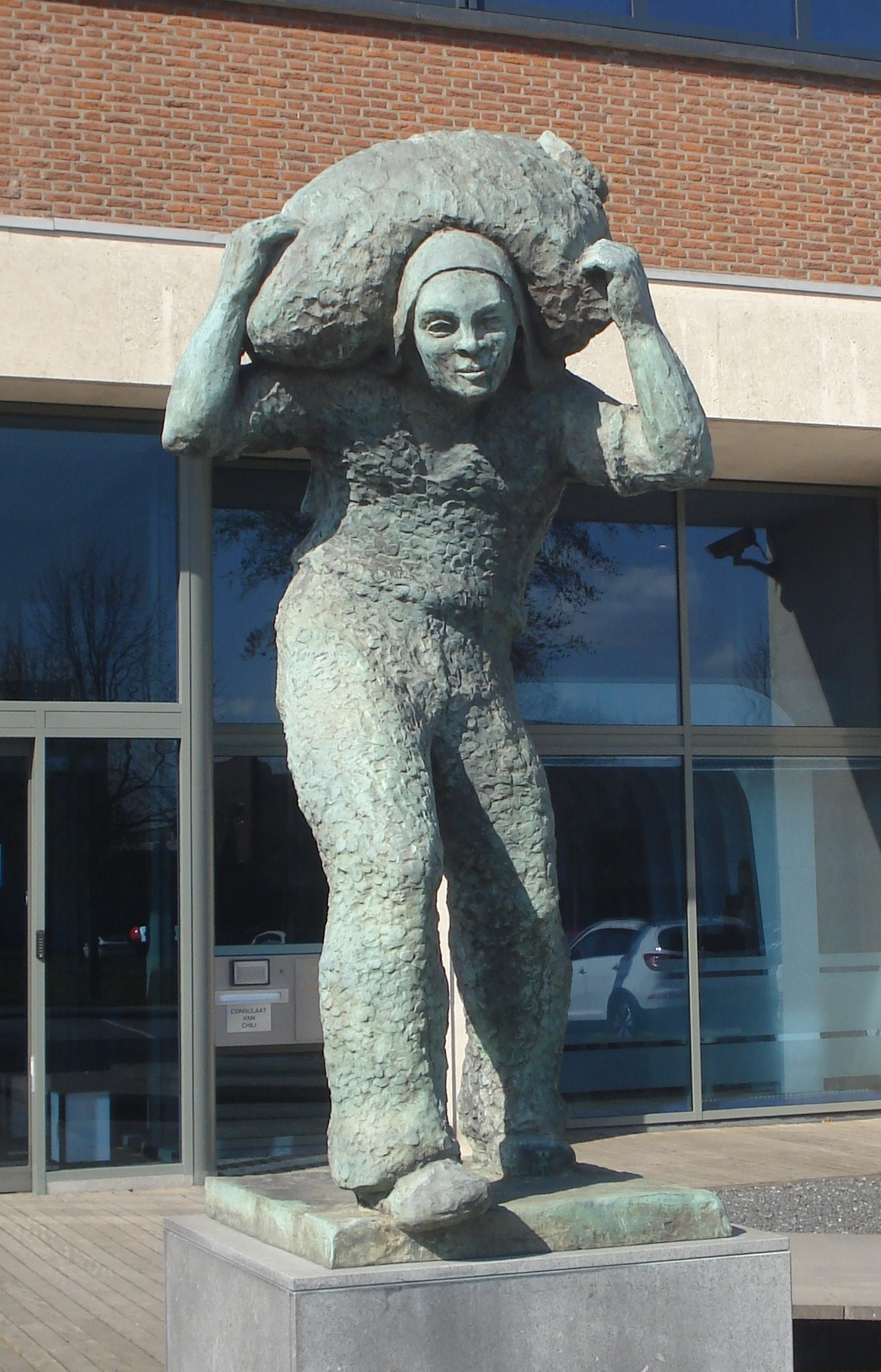
De Lastdrager (1950)
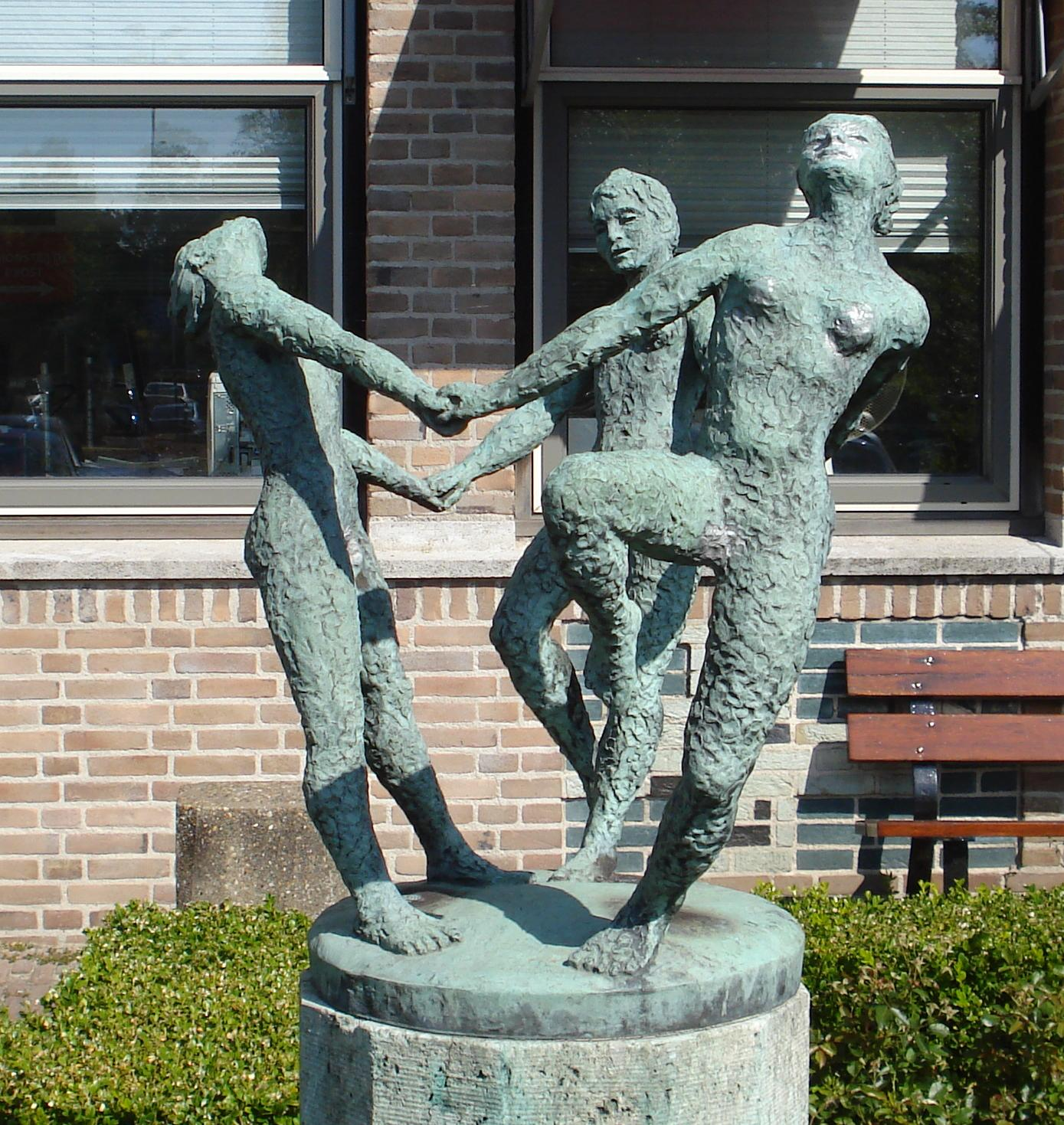
Drie reidansende vrouwen (1962)
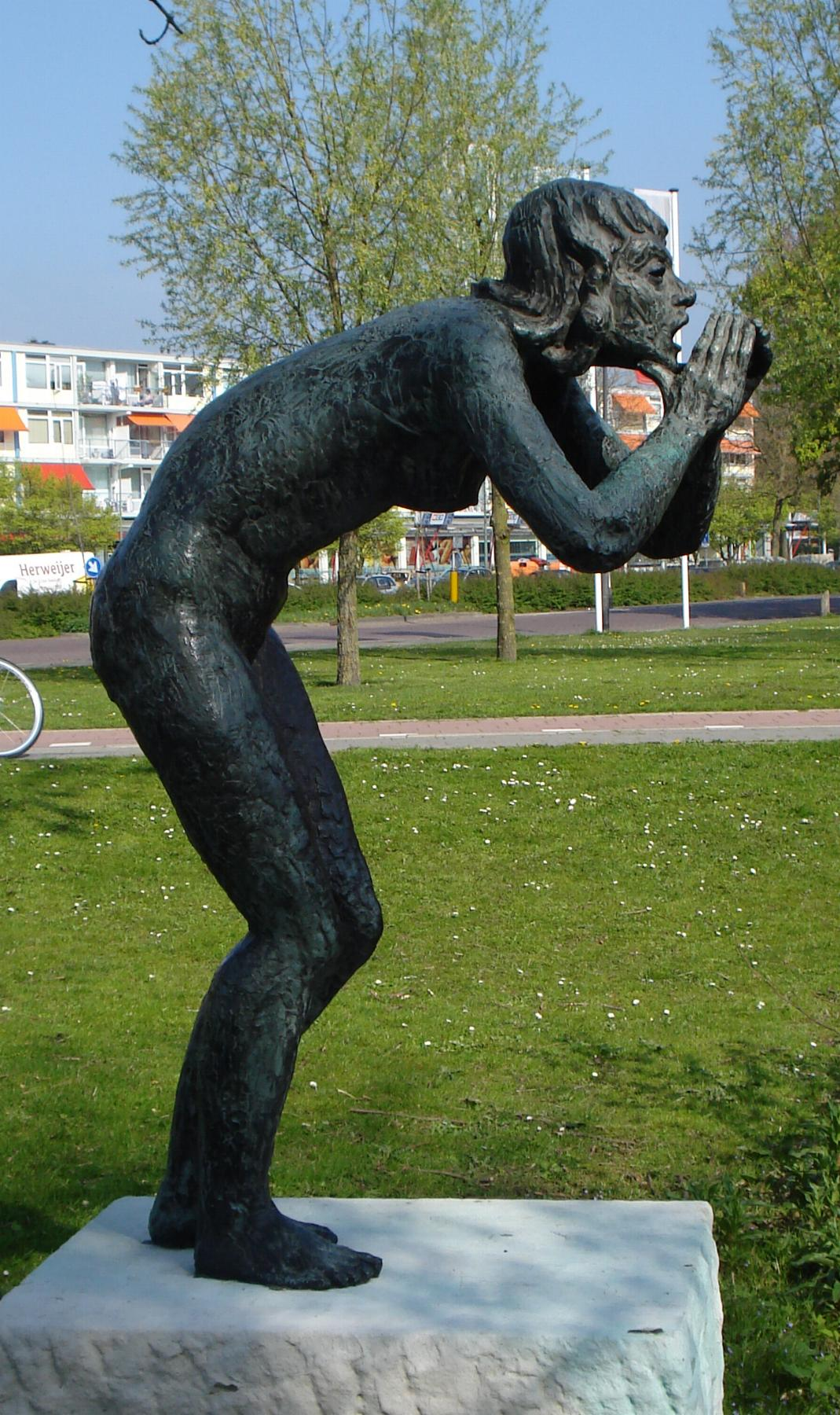
De roep (1963)
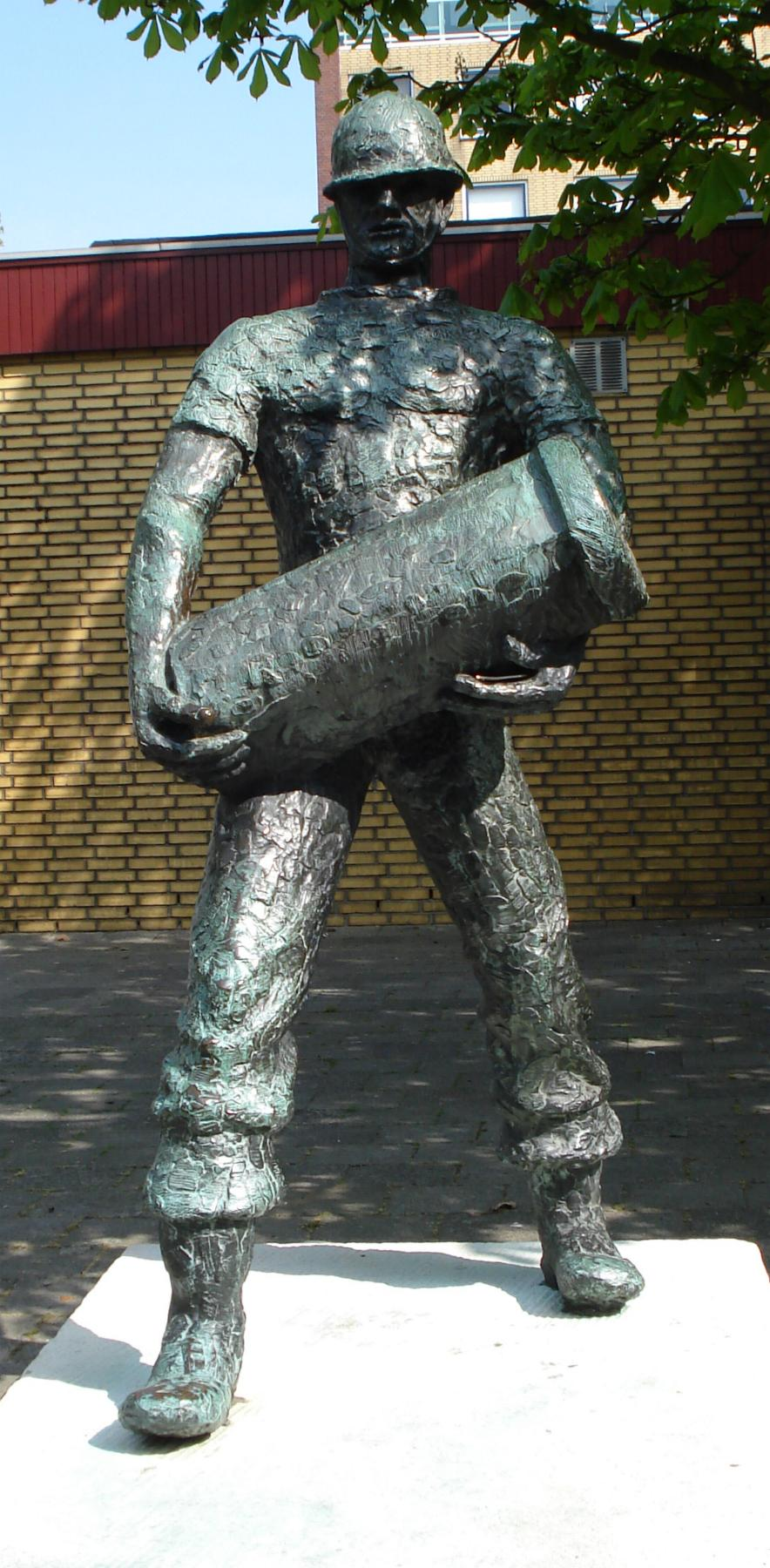
De heier (1965)